# النور الجيلاني
النور الجيلاني مطرب سوداني شهير صاحب لونية غنائية فريدة تجمع بين الغناء الشعبي التقليدي وفن الطرب الحديث عبر موضوعات متعددة الأشكال والمضامين.
ويعتبر من روّاد الفن في السودان ومن الأصوات المميزة التي لن تتكرر ومن أجمل أغانيه الذكري المنسية / العصفور / البياح / كدراويه / ففيان / بعد الصبر / سواح.
وقد تغنى للجنوب بأغانٍ كثيرة وكان يحب الطبيعة والمناظر الخلابة ومن أكثر أغانيه كانت عن النيل والطيور.

## الميلاد والنشأة
ولد النور الجيلاني عمر محمد نور، وهذا اسمه بالكامل،
 في قرية أبو حليمة ضواحي مدينة الخرطوم بحري بالسودان عام 1944 م . درس المرحلة الأولية والمتوسطة من تعليمه في كل من مدرسة شمبات الأولية الغربية بالخرطوم بحري ومدرسة الأقباط الوسطى على التوالي حيث برزت مواهبه الغنائية فيها وبرع في النشاط الفني المدرسي ليغني أغنيات الحقيبة. ويلقب النور الجيلاني بلقب «طرزان»، وهو متزوج وله ابن واحد هو أحمد.
في ٢٩ أغسطس ٢٠٢٢، بعد تدهور حالته الصحيه بالمستشفي، تنقلت وسائل الاعلام خبر وفاة النور الجيلاني . لكن في ٢٣ يناير ٢٠٢٣، ظهر الجيلاني في "ليله نادي المريخ" وتم تكريمه في تلك الليله.

## ظهوره الفني
تأثر النور الجيلاني في أعماله الفنية بالمطربين السودانيين خضر بشير وعثمان الشفيع وسيد خليفة والعاقب محمد الحسن
 وبدأ مشواره الفني الغنائي في عام 1968م، عبر مجموعة طرب في الحي الذي كان يقطنه عرفت بـاسم «شلة الصعاليك» وشكلت العمود الفقاري لفرقة «نادي حي الكدرو»، بالخرطوم بحري، وشهدت بداية سبعينات القرن الماضي إنطلاقة الجيلاني لينهض كفنان مطرب متكامل وشهد مهرجان الناشئين للأغنية الشعبية بالسودان في عام 1970 م، أول ظهور حقيقي له عندما فاز بالجائزة الأولى فيه من خلال تقديم أغنيته «مادلينا» للشاعر محمد سعد دياب.
 وفي عام 1977 سطع نجمه كفنان مطرب وهو في سن الثانية والعشرين.

## طريقة أدائه ولونية فنه
صعب على النقاد والصحفيين السودانيين تصنيف فنه الغنائي من حيث الموسيقى أو الأداء فهو من ناحية يستعمل طريقة تجعل غنائه يقترب من الطرب الغنائي الشعبي، ولكنه يستعمل أحيانا ميلودية تجعل الغناء أقرب إلى موسيقى الجاز. وفي ملامحه اللحنية العامة يكون أقرب إلى الغناء الحديث ويعتمد بشكل أساسي على آلات المندولين وأورغن، و الجيتار والبوق، بجانب آلات إيقاعية دربكة وكونغا، فضلا عن كورس يتكون أعضائه من ثلاثة أو أربعة أفراد حيث يتداخل صوت الفنان مع أصواتهم أحياناً ثم يختفي عنهم أو يغني منفردا في غياب أصواتهم. وأحيانا أخرى يهمهم بآهات عند وصلة الكورس أو يصدر غمغمات نواح حزينة ليكسب الأداء جمالية متفردة ويمزج ذلك كله مع أنغام الآلة الموسيقية وسرعة الإيقاع ومجاراة الصوت لها. وتجمع تجربته الغنائية هذه بين البساطة والقوة والتماسك. وهو بذلك يمكن أن يقال عنه بأنه صاحب لونية غنائية تجمع بين طريقة الغناء الشعبي القديم وألوان الطرب الحديث دون الخروج على أساسيات موسيقى الحقيبة السودانية ذات السلم الخماسي. ويقوم الجيلاني بتلحين معظم أغانيه بنفسه.

## إسهامه في تطوير الموسيقى السودانية
أدخل النور الجيلاني في الموسيقى السودانية الإيقاعات الصاخبة السريعة وغير المطروقة في منطقة الوسط بالسودان وبذلك نحا إلى اختيار الإيقاعات الجنوبية الراقصة مثل إيقاع البايو، كما أضاف عنصر الحداثة إلى الأغنية الشعبية.

## قالوا عنه
قال الموسيقار السوداني إسماعيل عبد المعين عن النور الجيلاني بأنه يمتلك ثاني أروع صوت في العالم بعد فنان كندي.

## موضوعات أغانيه
تتنوع موضوعات أغنيات الجيلاني وتتميز بنوعيتها من حيث الشكل والمضمون. فهي من حيث المضمون تعالج قضايا مختلفة وتخاطب فئات بعينها اجتماعية كانت أو فئات عمرية كالأطفال ولعل ما يجمع ذلك هو أغنية «خواطر فيل» للشاعر حسن بارا، التي يشارك في أدائها الأطفال وتتحدث بلسان فيل صغير وقع في الأسر وهي في الوقت نفسه تخاطب مشكلة حماية الحيوانات وحقوقها وحريتها وتدعو نصوص الأغنية إلى الرفق بالفيل الحزين الذي تم اجتثاثه من بيئته وأسره في قفص من أجل تسلية الإنسان.
أما من حيث الشكل فتتميز نصوص أغنياته بجمالية إسلوبها الغني بالمعاني والبيان والتورية وأبرز ما يمثل ذلك أغنية «كدراوية» التي مدح فيها الشاعر جمال محبوبته كدراوية «بنت حي الكدرو بالخرطوم بحري التي نزل القمر من السماء إلى الأرض مبهوراَ بجمالها يسأل عن اسمها وهويتها ويحوم فراش حوله يصفق بجناحيه فرحاً ويصرخ قائلا أنها كدراوية.
كما غنى جيلاني للحب والقيم الإنسانية والرثــــاء والوطن والوحدة بين شماله وجنوبه. وتجسد ذلك أغنية «يا مسافر جوبا» التي تحكي شجون السودانيين الشماليين وهم في طريقهم إلى جوبا عاصمة جنوب السودان وأغنية «فيفيان» التي تعبر عن حال فتاة من جنوب السودان تقيم في عاصمة الشمال الخرطوم. وقد أعطت هذه الأغنية بُعداً اجتماعياً وسياسياً كبيراً لكونها منحت المرأة في جنوب السودان مكانة ضمن عاطفة الشعر الغنائي السوداني.

## الشعراء الذين تعامل معهم
- التجاني حاج موسى
- جمال عبد الرحيم
- محمد سعد دياب
- حسن بارا

## أغنياته
قدم الجيلاني العديد من الأغنيات التي لا قت رواجاً في السودان ومنها:
- كدراوية
- سواح
- مدلينا
- فيفان
- الذكرى المنسية
- سلام عليك يا جوبا
- الضواحي
- صفوة جمالك
- وداد
- العصغور
- إيه يا مولاي
- في عز الليل
- برضي ليك المولى
- خواطر فيل

أضغط هنا للاستماع إلى أغنية كدراوية